# 토니 니콜라코풀로스
토니 니콜라코풀로스(Tony Nikolakopoulos)는 오스트레일리아의 배우, 텔레비전 배우이다.

## 영화
- 웨스트 오브 썬샤인 (2017년)
- 그녀가 그를 사랑하는 법 (2016년) - 조 친퀘 역
- 알렉스 & 이브 (2015년)
- 더 레전드 메이커 (2014년)
- 조이 (2011년)
- 배드 랭귀지 (2010년)
- 더 드롭 (2005년)
- 엑스트라 (2005년)
- 앨리스 (2003년)
- 캥거루 잭 (2003년)
- 올 세인츠 (1998년)